# Поліжакинська волость
Поліжакинська волость — історична адміністративно-територіальна одиниця Дорогобузького повіту Смоленської губернії з центром у селі Поліжакино.
Станом на 1885 рік складалася з 27 поселень, 7 сільських громад. Населення — 3022 особи (1478 чоловічої статі та 1544 — жіночої), 459 дворових господарств.
|                     | Площа, десятин | У тому числі орної, дес. |
| ------------------- | -------------- | ------------------------ |
| Сільських громад    | 6256           | 1687                     |
| Приватної власності | 7693           | 421                      |
| Іншої власності     | 172            | 44                       |
| Загалом             | 14121          | 2152                     |

Найбільше поселення волості станом на 1886:
- Поліжакино — колишнє власницьке село за 15 верст від повітового міста, 88 осіб, 15 дворів, За 1½ версти — православна церква, 2 ярмарки на рік. За 3 версти — Болдинський Свято-Троїцький чоловічий монастир, 2 православні церкви. За 5 верст — православна церква, 2 ярмарки на рік.